# Paratachycines hebeiensis
Paratachycines hebeiensis är en insektsart som beskrevs av Zhang, Feng 2009. Paratachycines hebeiensis ingår i släktet Paratachycines och familjen grottvårtbitare. Inga underarter finns listade i Catalogue of Life.